# Walter Dale Miller
Walter Dale Miller est un homme politique américain né le 5 octobre 1925 et mort le 28 septembre 2015. Membre du Parti républicain, il est le gouverneur du Dakota du Sud de 1993 à 1995.

## Biographie
Miller grandit dans le ranch familial, situé dans le comté de Meade, entre Viewfield et New Underwood, dans l'ouest du Dakota du Sud. Il reprend l'exploitation de 2 800 hectares et devient président de la Compagnie nationale d'assurance-vie du Dakota de 1970 à 1985.
De 1967 à 1986, Miller est élu à la Chambre des représentants du Dakota du Sud. Il est la seule personnalité à y avoir occupé tous les postes de la Chambre : whip, chef-adjoint de la majorité, chef de la majorité, président puis président pro tempore. 
En 1986, George S. Mickelson le choisit comme colistier lorsqu'il est candidat au poste de gouverneur du Dakota du Sud. Le duo est élu et Miller devient lieutenant-gouverneur de l'État. Il devient gouverneur lorsque Mickelson meurt dans un accident d'avion le 19 avril 1993. Candidat à un mandat complet en 1994, il perd la primaire républicaine de 9 000 voix face à l'ancien gouverneur Bill Janklow. Il se retire alors de la vie politique.
Il meurt en septembre 2015 lors d'un voyage à la bibliothèque du président George W. Bush.